# Onanizm albo dysertacja medyczna o chorobach wywoływanych przez masturbację

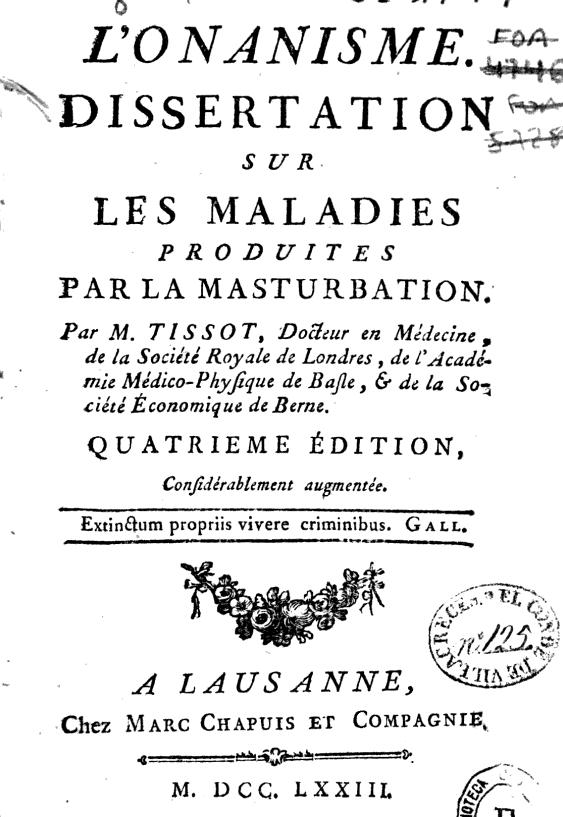
Strona tytułowa wydania z 1773

Onanizm albo dysertacja medyczna o chorobach wywoływanych przez masturbację (fr. L'onanisme ou Dissertation physique sur les maladies produites par masturbation) – traktat medyczny szwajcarskiego lekarza Samuela Auguste'a Tissota, w całości poświęcony masturbacji, wydany w Lozannie w 1760 roku.
Tissot był w ówczesnej Europie autorytetem medycznym, toteż jego traktat zyskał spory rozgłos w wielu krajach. Po raz pierwszy rozpatrywano w nim masturbację nie tylko z punktu widzenia moralności i religii, ale przede wszystkim jako zjawisko medyczne. Autor traktował masturbację niczym chorobę zakaźną, a popularność tego rodzaju praktyk porównywał do epidemii. Tissot po raz pierwszy określił onanizm jako "zbrodnię". Według niego sperma jest źródłem siły życiowej, stąd jej nadmierna – sprzeczna z naturą – utrata powoduje niepowetowane szkody: spadek siły życiowej, osłabienie, otępienie, utratę pamięci, wzroku, nadmierną chudość (wyniszczenie organizmu) przez utratę apetytu, podagrę, reumatyzm, zanik rdzenia kręgowego, bóle głowy i wszelkiego rodzaju choroby psychiczne.
Jego traktat był wielokrotnie wznawiany (kilkanaście razy w XVIII w.) oraz przekładany – na język angielski (1766 roku, miał sześć wznowień do 1781 roku), niemiecki (do 1798 roku wydano osiem wznowień), włoski (w latach 1774-1792 – cztery wznowienia).
Tezy Tissota o zgubnym wpływie masturbacji na organizm człowieka były przez długi czas bezkrytycznie powtarzane w kolejnych pracach poświęconych temu tematowi (np. w Niebezpieczeństwach onanizmu Jacques'a Louisa Doussin-Dubreuila z 1825 roku), a także w pracach Jeana-Jacques'a Rousseau (Nowa Heloiza, Wyznania, Emil) i Immanuela Kanta (Metafizyka moralności, Rozważania o wychowaniu (Über die Pädagogik)), w których onanistę określano mianem samobójcy.